# Герб Буинского района
Герб муниципального образования «Буи́нский муниципальный район».
Герб утверждён Решением № 51-9 Буинского районного Совета 27 июня 2006 года.
Герб внесён в Государственный геральдический регистр Российской Федерации под регистрационном номером 2618 и в Государственный геральдический реестр Республики Татарстан под № 65.

## Описание герба
«Лазоревое и зелёное поле повышенно пересечено тонким зубчатым серебряным поясом, в лазори — выходящее сияющее золотое солнце (без изображения лица), в зелени — вписанные пук золотых хлебных колосьев, положенный косвенно справа, и за ним серебряный свиток с золотой печатью на шнуре того же металла, выходящий справа внизу и положенный косвенно слева».

## Символика герба
Буинский район имеет богатую историю. На протяжении многих веков его территория являлась юго-западной границей Булгарского государства, а затем Казанского ханства. После присоединения Казанского ханства к Русскому государству территория Буинского района стала форпостом в освоении правобережья р. Волги. Здесь проходила древняя Карлинская засечная черта, известная ещё со времен Казанского ханства. В XVI-XVII вв. «Карлинский вал» представлял собой систему оборонительных сооружений, защищавших границы от кочевых набегов. Карлинская засечная черта аллегорически показана во флаге зубчатой линией деления.
Буинский район является сельскохозяйственным районом, о чём свидетельствуют фигуры и цветовая гамма герба. Золотой колос символизирует развитое сельскохозяйственное производство. Зелёный цвет поля — символ природы, здоровья и жизненного роста. Золото — символ урожая, достатка, стабильности и уважения. Аграрная символика дополняется изображением золотого солнца — символа жизненного тепла и света, необходимого для роста и развития.
Серебряный свиток, являясь символом мудрости и образованности, подчёркивает древность территории Буинского района, ставшего родиной для многих деятелей науки, образования и просвещения, писателей, поэтов, художников. Серебро — символ чистоты, совершенства, мира и взаимопонимания.
Голубой цвет — символ чести, достоинства, духовности, а также аллегорически указывает на богатство водных просторов района, по территории которого протекают многочисленные реки: Свияга, Карла, Була, Цильна.

## История герба
Герб разработан авторской группой Геральдического совета при ПрезидентеРеспублики Татарстан и Союза геральдистов России в составе:
Ренат Харис (Казань), Рамиль Хайрутдинов (Казань), Радик Салихов (Казань), Ильнур Миннуллин (Казань), Григорий Бушканец (Казань), Константин Мочёнов (Химки), Кирилл Переходенко (Конаково), Оксана Афанасьева (Москва).